# Liste des sénateurs des États-Unis pour la Géorgie
Depuis l'indépendance des États-Unis, l'État de Géorgie élit deux sénateurs, membres du Sénat fédéral.

## Liste
| Sénateur de classe 2                                                                                          | Sénateur de classe 2               | Sénateur de classe 2          | Congrès                             | Sénateur de classe 3 | Sénateur de classe 3        | Sénateur de classe 3 |
| --- | ---------------------------------- | ----------------------------- | ----------------------------------- | -------------------- | --------------------------- | -------------------- |
| |                                    |                               | 1er (1789-1791)                     |                      |                             |                      |
| |                                    |                               | 2e (1791-1793)                      |                      |                             |                      |
| |                                    |                               | 3e (1793-1795)                      |                      |                             |                      |
| |                                    |                               | 4e (1795-1797)                      |                      |                             |                      |
| |                                    |                               | 5e (1797-1799)                      |                      |                             |                      |
| |                                    |                               | 6e (1799-1801)                      |                      |                             |                      |
| |                                    |                               | 7e (1801-1803)                      |                      |                             |                      |
| |                                    |                               | 8e (1803-1805)                      |                      |                             |                      |
| |                                    |                               | 9e (1805-1807)                      |                      |                             |                      |
| |                                    |                               | 10e (1807-1809)                     |                      |                             |                      |
| |                                    |                               | 11e (1809-1811)                     |                      |                             |                      |
| |                                    |                               | 12e (1811-1813)                     |                      |                             |                      |
| |                                    |                               | 13e (1813-1815)                     |                      |                             |                      |
| |                                    |                               | 14e (1815-1817)                     |                      |                             |                      |
| |                                    |                               | 15e (1817-1819)                     |                      |                             |                      |
| |                                    |                               | 16e (1819-1821)                     |                      |                             |                      |
| |                                    |                               | 17e (1821-1823)                     |                      |                             |                      |
| |                                    |                               | 18e (1823-1825)                     |                      |                             |                      |
| |                                    |                               | 19e (1825-1827)                     |                      |                             |                      |
| |                                    |                               | 20e (1827-1829)                     |                      |                             |                      |
| |                                    |                               | 21e (1829-1831)                     |                      |                             |                      |
| |                                    |                               | 22e (1831-1833)                     |                      |                             |                      |
| |                                    |                               | 23e (1833-1835)                     |                      |                             |                      |
| |                                    |                               | 24e (1835-1837)                     |                      |                             |                      |
| |                                    |                               | 25e (1837-1839)                     |                      |                             |                      |
| |                                    |                               | 26e (1839-1841)                     |                      |                             |                      |
| |                                    |                               | 27e (1841-1843)                     |                      |                             |                      |
| |                                    |                               | 28e (1843-1845)                     |                      |                             |                      |
| |                                    |                               | 29e (1845-1847)                     |                      |                             |                      |
| |                                    |                               | 30e (1847-1849)                     |                      |                             |                      |
| |                                    |                               | 31e (1849-1851)                     |                      |                             |                      |
| |                                    |                               | 32e (1851-1853)                     |                      |                             |                      |
| |                                    |                               | 33e (1853-1855)                     |                      |                             |                      |
| |                                    |                               | 34e (1855-1857)                     |                      |                             |                      |
| |                                    |                               | 35e (1857-1859)                     |                      |                             |                      |
| |                                    |                               | 36e (1859-1861)                     |                      |                             |                      |
| De janvier 1861 à février 1871, la Géorgie — membre des États confédérés d'Amérique — n'élit pas de sénateur. |                                    |                               |                                     |                      |                             |                      |
| |                                    |                               | 41e (1871)                          |                      |                             |                      |
| |                                    |                               | 42e (1871-1873)                     |                      |                             |                      |
| |                                    |                               | 43e (1873-1875)                     |                      |                             |                      |
| |                                    |                               | 44e (1875-1877)                     |                      |                             |                      |
| |                                    |                               | 45e (1877-1879)                     |                      |                             |                      |
| |                                    |                               | 46e (1879-1881)                     |                      |                             |                      |
| |                                    |                               | 47e (1881-1883)                     |                      |                             |                      |
| |                                    |                               | 48e (1883-1885)                     |                      |                             |                      |
| |                                    |                               | 49e (1885-1887)                     |                      |                             |                      |
| |                                    |                               | 50e (1887-1889)                     |                      |                             |                      |
| |                                    |                               | 51e (1889-1891)                     |                      |                             |                      |
| |                                    |                               | 52e (1891-1893)                     |                      |                             |                      |
| |                                    |                               | 53e (1893-1895)                     |                      |                             |                      |
| |                                    |                               | 54e (1895-1897)                     |                      |                             |                      |
| |                                    |                               | 55e (1897-1899)                     |                      |                             |                      |
| |                                    |                               | 56e (1899-1901)                     |                      |                             |                      |
| |                                    |                               | 57e (1901-1903)                     |                      |                             |                      |
| |                                    |                               | 58e (1903-1905)                     |                      |                             |                      |
| |                                    |                               | 59e (1905-1907)                     |                      |                             |                      |
| |                                    |                               | 60e (1907-1909)                     |                      |                             |                      |
| |                                    |                               | 61e (1909-1911)                     |                      |                             |                      |
| |                                    |                               | 62e (1911-1913)                     |                      |                             |                      |
| |                                    |                               | 63e (1913-1915)                     |                      |                             |                      |
| |                                    |                               | 64e (1915-1917)                     |                      |                             |                      |
| |                                    |                               | 65e (1917-1919)                     |                      |                             |                      |
| | William J. Harris (en) (démocrate) |                               | 66e (1919-1921)                     |                      |                             |                      |
| 67e (1921-1922)                                                                                               | William J. Harris (en) (démocrate) |                               | Thomas Edward Watson (démocrate)    |                      |                             |                      |
| 67e (1922) | William J. Harris (en) (démocrate) |                               | Rebecca Latimer Felton (démocrate)  |                      |                             |                      |
| 67e (1922-1923)                                                                                               | William J. Harris (en) (démocrate) |                               | Walter F. George (en) (démocrate)   |                      |                             |                      |
| 68e (1923-1925)                                                                                               | William J. Harris (en) (démocrate) |                               | Walter F. George (en) (démocrate)   |                      |                             |                      |
| 69e (1925-1927)                                                                                               | William J. Harris (en) (démocrate) |                               | Walter F. George (en) (démocrate)   |                      |                             |                      |
| 70e (1927-1929)                                                                                               | William J. Harris (en) (démocrate) |                               | Walter F. George (en) (démocrate)   |                      |                             |                      |
| 71e (1929-1931)                                                                                               | William J. Harris (en) (démocrate) |                               | Walter F. George (en) (démocrate)   |                      |                             |                      |
| 72e (1931-1933)                                                                                               | William J. Harris (en) (démocrate) |                               | Walter F. George (en) (démocrate)   |                      |                             |                      |
| | John S. Cohen (en) (démocrate)     |                               | Walter F. George (en) (démocrate)   | 72e (1932-1933)      |                             |                      |
| | Richard Russell Jr. (démocrate)    |                               | Walter F. George (en) (démocrate)   | 72e (1933)           |                             |                      |
| 73e (1933-1935)                                                                                               | Richard Russell Jr. (démocrate)    |                               | Walter F. George (en) (démocrate)   |                      |                             |                      |
| 74e (1935-1937)                                                                                               | Richard Russell Jr. (démocrate)    |                               | Walter F. George (en) (démocrate)   |                      |                             |                      |
| 75e (1937-1939)                                                                                               | Richard Russell Jr. (démocrate)    |                               | Walter F. George (en) (démocrate)   |                      |                             |                      |
| 76e (1939-1941)                                                                                               | Richard Russell Jr. (démocrate)    |                               | Walter F. George (en) (démocrate)   |                      |                             |                      |
| 77e (1941-1943)                                                                                               | Richard Russell Jr. (démocrate)    |                               | Walter F. George (en) (démocrate)   |                      |                             |                      |
| 78e (1943-1945)                                                                                               | Richard Russell Jr. (démocrate)    |                               | Walter F. George (en) (démocrate)   |                      |                             |                      |
| 79e (1945-1947)                                                                                               | Richard Russell Jr. (démocrate)    |                               | Walter F. George (en) (démocrate)   |                      |                             |                      |
| 80e (1947-1949)                                                                                               | Richard Russell Jr. (démocrate)    |                               | Walter F. George (en) (démocrate)   |                      |                             |                      |
| 81e (1949-1951)                                                                                               | Richard Russell Jr. (démocrate)    |                               | Walter F. George (en) (démocrate)   |                      |                             |                      |
| 82e (1951-1953)                                                                                               | Richard Russell Jr. (démocrate)    |                               | Walter F. George (en) (démocrate)   |                      |                             |                      |
| 83e (1953-1955)                                                                                               | Richard Russell Jr. (démocrate)    |                               | Walter F. George (en) (démocrate)   |                      |                             |                      |
| 84e (1955-1957)                                                                                               | Richard Russell Jr. (démocrate)    |                               | Walter F. George (en) (démocrate)   |                      |                             |                      |
| 85e (1957-1959)                                                                                               | Richard Russell Jr. (démocrate)    |                               | Herman E. Talmadge (en) (démocrate) |                      |                             |                      |
| 86e (1959-1961)                                                                                               | Richard Russell Jr. (démocrate)    |                               | Herman E. Talmadge (en) (démocrate) |                      |                             |                      |
| 87e (1961-1963)                                                                                               | Richard Russell Jr. (démocrate)    |                               | Herman E. Talmadge (en) (démocrate) |                      |                             |                      |
| 88e (1963-1965)                                                                                               | Richard Russell Jr. (démocrate)    |                               | Herman E. Talmadge (en) (démocrate) |                      |                             |                      |
| 89e (1965-1967)                                                                                               | Richard Russell Jr. (démocrate)    |                               | Herman E. Talmadge (en) (démocrate) |                      |                             |                      |
| 90e (1967-1969)                                                                                               | Richard Russell Jr. (démocrate)    |                               | Herman E. Talmadge (en) (démocrate) |                      |                             |                      |
| 91e (1969-1971)                                                                                               | Richard Russell Jr. (démocrate)    |                               | Herman E. Talmadge (en) (démocrate) |                      |                             |                      |
| 92e (1971) | Richard Russell Jr. (démocrate)    |                               | Herman E. Talmadge (en) (démocrate) |                      |                             |                      |
| | David H. Gambrell (en) (démocrate) |                               | Herman E. Talmadge (en) (démocrate) | 92e (1971-1972)      |                             |                      |
| | Sam Nunn (démocrate)               |                               | Herman E. Talmadge (en) (démocrate) | 92e (1972-1973)      |                             |                      |
| 93e (1973-1975)                                                                                               | Sam Nunn (démocrate)               |                               | Herman E. Talmadge (en) (démocrate) |                      |                             |                      |
| 94e (1975-1977)                                                                                               | Sam Nunn (démocrate)               |                               | Herman E. Talmadge (en) (démocrate) |                      |                             |                      |
| 95e (1977-1979)                                                                                               | Sam Nunn (démocrate)               |                               | Herman E. Talmadge (en) (démocrate) |                      |                             |                      |
| 96e (1979-1981)                                                                                               | Sam Nunn (démocrate)               |                               | Herman E. Talmadge (en) (démocrate) |                      |                             |                      |
| 97e (1981-1983)                                                                                               | Sam Nunn (démocrate)               |                               | Mack Mattingly (républicain)        |                      |                             |                      |
| 98e (1983-1985)                                                                                               | Sam Nunn (démocrate)               |                               | Mack Mattingly (républicain)        |                      |                             |                      |
| 99e (1985-1987)                                                                                               | Sam Nunn (démocrate)               |                               | Mack Mattingly (républicain)        |                      |                             |                      |
| 100e (1987-1989)                                                                                              | Sam Nunn (démocrate)               |                               | Wyche Fowler (démocrate)            |                      |                             |                      |
| 101e (1989-1991)                                                                                              | Sam Nunn (démocrate)               |                               | Wyche Fowler (démocrate)            |                      |                             |                      |
| 102e (1991-1993)                                                                                              | Sam Nunn (démocrate)               |                               | Wyche Fowler (démocrate)            |                      |                             |                      |
| 103e (1993-1995)                                                                                              | Sam Nunn (démocrate)               |                               | Paul Coverdell (républicain)        |                      |                             |                      |
| 104e (1995-1997)                                                                                              | Sam Nunn (démocrate)               |                               | Paul Coverdell (républicain)        |                      |                             |                      |
| | Max Cleland (démocrate)            |                               | Paul Coverdell (républicain)        | 105e (1997-1999)     |                             |                      |
| 106e (1999-2000)                                                                                              | Max Cleland (démocrate)            |                               | Paul Coverdell (républicain)        |                      |                             |                      |
| 106e (2000-2001)                                                                                              | Max Cleland (démocrate)            |                               | Zell Miller (démocrate)             |                      |                             |                      |
| 107e (2001-2003)                                                                                              | Max Cleland (démocrate)            |                               | Zell Miller (démocrate)             |                      |                             |                      |
| | Saxby Chambliss (républicain)      |                               | Zell Miller (démocrate)             | 108e (2003-2005)     |                             |                      |
| 109e (2005-2007)                                                                                              | Saxby Chambliss (républicain)      |                               | Johnny Isakson (républicain)        |                      |                             |                      |
| 110e (2007-2009)                                                                                              | Saxby Chambliss (républicain)      |                               | Johnny Isakson (républicain)        |                      |                             |                      |
| 111e (2009-2011)                                                                                              | Saxby Chambliss (républicain)      |                               | Johnny Isakson (républicain)        |                      |                             |                      |
| 112e (2011-2013)                                                                                              | Saxby Chambliss (républicain)      |                               | Johnny Isakson (républicain)        |                      |                             |                      |
| 113e (2013-2015)                                                                                              | Saxby Chambliss (républicain)      |                               | Johnny Isakson (républicain)        |                      |                             |                      |
| | David Perdue (républicain)         |                               | Johnny Isakson (républicain)        | 114e (2015-2017)     |                             |                      |
| 115e (2017-2019)                                                                                              | David Perdue (républicain)         |                               | Johnny Isakson (républicain)        |                      |                             |                      |
| 116e (2019-2021)                                                                                              | David Perdue (républicain)         |                               | Johnny Isakson (républicain)        |                      |                             |                      |
| | David Perdue (républicain)         | Kelly Loeffler (républicaine) |                                     |                      |                             |                      |
| | Jon Ossoff (démocrate)             |                               | 117e (2021-2023)                    |                      | Raphael Warnock (démocrate) |                      |
| 118e (2023-2025)                                                                                              | Jon Ossoff (démocrate)             |                               |                                     |                      | Raphael Warnock (démocrate) |                      |
| 119e (2025-2027)                                                                                              | Jon Ossoff (démocrate)             |                               |                                     |                      | Raphael Warnock (démocrate) |                      |